# 南大井
南大井（日语：／ Higashi-ōi */?）是東京都品川區的地名，設一丁目至六丁目。2013年（平成25年）8月1日為止的人口有23,280人。郵遞區號140-0013。

## 地理
是品川區東南部的高級住宅區。北與品川區東大井之間以立會川為界，東鄰品川區勝島，南接大田區大森北、大森本町，西連品川區大井、大田區山王。町域中央附近有南北向的第一京濱與櫻新道穿越。此外首都高速道路在町內設有鈴森出入口。町域內的京急本線與第一京濱平行，並設大森海岸站。此外，本地也鄰近六丁目西南方的京濱東北線大森站。町域內幹線道路沿線多見公寓與大樓，其他為住宅區。此外，六丁目的大森站周邊商店與大樓聚集。六丁目的大森Bell Port是五十鈴等公司總部的所在地。二丁目第一京濱旁有鈴森刑場遺跡。

## 住居表示實施前後的町名變遷
| 實施後       | 實施前                               |
| 南大井一丁目 | 大井南濱川町東半部                   |
| 南大井二丁目 | 大井鈴ガ森町東半部、大井海岸町東半部 |
| 南大井三丁目 | 大井海岸町西半部、大井鈴森町西南     |
| 南大井四丁目 | 大井南濱川町西半部，大井鈴森町西北   |
| 南大井五丁目 | 大井寺下町、大井水神町北半部         |
| 南大井六丁目 | 大井水神町南半部、大井坂下町         |

## 歷史
- 1908年（明治41年）：為荏原郡大井町字南濱川、一本松、海邊、關原（一部分）、寺之木、坂下、水神下。
- 1932年（昭和7年）：為品川區大井南濱川町、大井鈴森町、大井海岸町、大井關原町、大井寺下町、大井坂下町、大井水神町。
- 1964年（昭和39年）：實施新住居表示，合併成立現行的南大井。

### 地名由來
為舊大井町的南部。

## 交通
南大井東南部有京急本線大森海岸站。東北部鄰近立會川站。此外有許多人利用西南方的大森站（大森站位於大田區大森北，本地有「大森站歩道橋」可通往驗票口）。

## 設施

### 南大井一丁目
- 品川區立南大井文化中心
- 天祖、諏訪神社

### 南大井二丁目
- 鈴森刑場遺跡
- 品川區立鈴森中學校
- 大經寺

### 南大井三丁目
- 品川區立大井海岸公園
- Kowa System本社
- 田中商事本社
- 平河福泰克本社
- 三菱電機冷熱系統製作所本社

### 南大井四丁目
- 品川區立鈴森小學校
- 品川區立濱川小學校
- 品川區立濱川公園
- 田町工業本社

### 南大井五丁目
- 品川區立大井水神公園（部分在六丁目）
- 水神社

### 南大井六丁目
- 大森Bell Port（五十鈴本社、日立製作所本社一部分部門）
- 東京都住宅供給公社 大森站前住宅
- 品川區立大井坂下公園
- 五十鈴醫院
- 日立大森第二別館
- 西友大森店−西友零售支援本社
- 大森Prime Building−Eighting本社

## 備註
1. ↑  .   [2013年8月7日]. （原始内容存档于2014年2月23日）.